# Microtatorchis steenisii
Microtatorchis steenisii är en orkidéart som beskrevs av Johannes Jacobus Smith. Microtatorchis steenisii ingår i släktet Microtatorchis och familjen orkidéer. Inga underarter finns listade i Catalogue of Life.